# 米格尔·桑切斯-米加利翁
米格尔·桑切斯-米加利翁（西班牙語：Miguel Sánchez-Migallón，1995年2月8日—），西班牙男子手球运动员。他曾代表西班牙国家队参加2020年夏季奥林匹克运动会手球比赛，获得一枚铜牌。